# Lepthoplosternum
Lepthoplosternum är ett släkte fiskar i familjen pansarmalar som förekommer i Sydamerika. De blir som vuxna mellan 4,6 och 6,0 centimeter långa, beroende på art.

## Lista över arter
Släktet Lepthoplosternum omfattar sex arter:
- Lepthoplosternum altamazonicum (Reis, 1997) – förekommer i Peru[3]
- Lepthoplosternum beni (Reis, 1997) – förekommer i Bolivia och Peru[4]
- Lepthoplosternum pectorale (Boulenger, 1895) – förekommer i Argentina, Brasilien och Paraguay[5]
- Lepthoplosternum stellatum (Reis & Kaefer, 2005) – förekommer i Brasilien[6]
- Lepthoplosternum tordilho (Reis, 1997) – förekommer i Brasilien[7]
- Lepthoplosternum ucamara (Reis & Kaefer, 2005) – förekommer i Brasilien och Peru[8]